# Automolius major
Automolius major är en skalbaggsart som beskrevs av Blackburn 1906. Automolius major ingår i släktet Automolius och familjen Melolonthidae. Inga underarter finns listade.